# Сиренская
Сиренская — деревня в Харовском районе Вологодской области.
Входит в состав Кумзерского сельского поселения, с точки зрения административно-территориального деления — в Кумзерский сельсовет.
Расстояние по автодороге до районного центра Харовска — 55 км, до центра муниципального образования Кумзера — 6 км. Ближайшие населённые пункты — Цариха, Устречная, Бильская, Пожарище.
По данным переписи в 2002 году постоянного населения не было.